# Kompresní artefakt

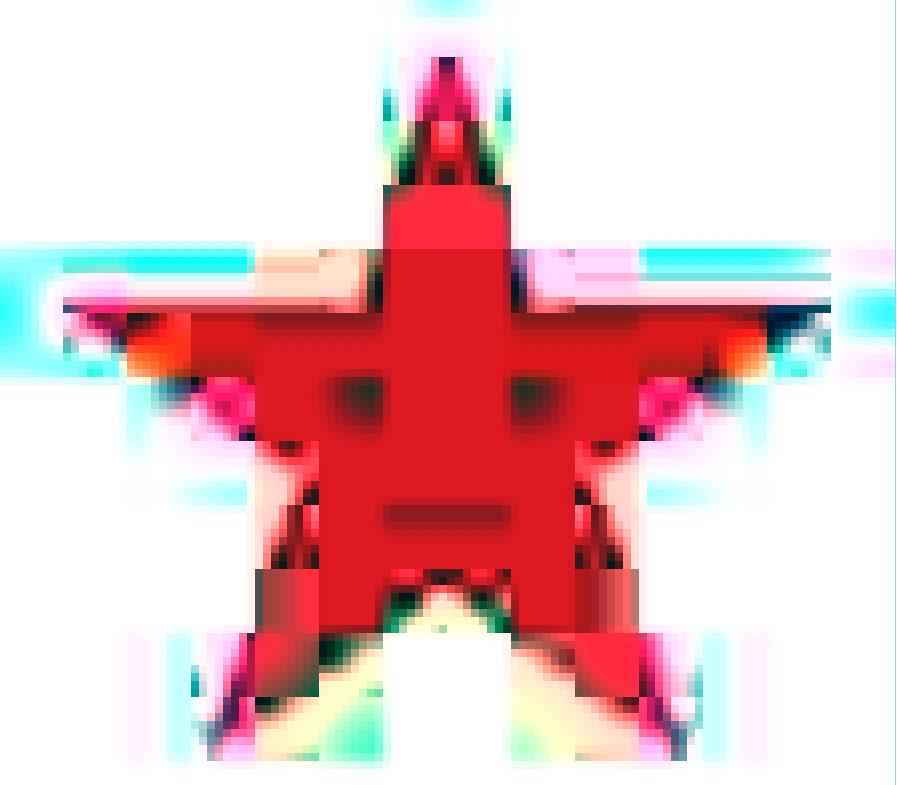
Silné JPEG artefakty (pro nefotografickou grafiku je JPEG komprese absolutně nevhodná)

Kompresní artefakty vznikají v důsledku použití ztrátové komprese, což je metoda komprese dat, která odstraňuje některé informace z původního souboru za účelem snížení velikosti souboru. Existuje mnoho důvodů, proč kompresní artefakty vznikají. Mezi hlavní faktory patří kompresní poměr a složitost algoritmu použitého pro kompresi.

## Obraz

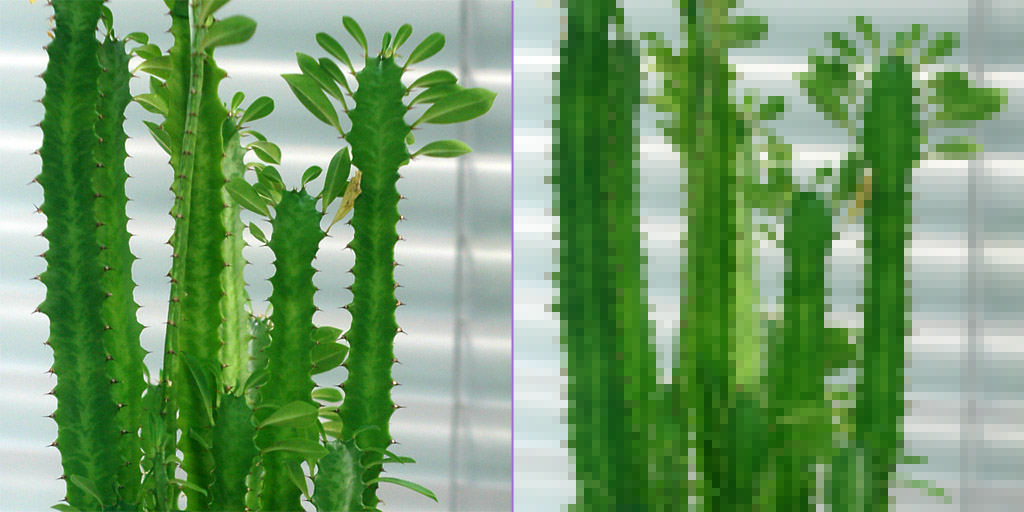
Příklad kompresních artefaktů – blokování

Kompresní artefakty obrázků mohou být klasifikovány do různých typů na základě jejich vizuálního vzhledu. Některé běžné typy kompresních artefaktů zahrnují blokovost, rozmazání, kroucení a krvácení barev.
- Blokování – nastává, když je obraz rozdělen na bloky pixelů a kompresní algoritmus není schopen přesně reprezentovat obsah každého bloku, což vede ke ztrátě detailu a ostrosti.[1]
- Rozmazání – nastává, když kompresní algoritmus odstraňuje vysokofrekvenční informace z obrazu, což vede ke ztrátě ostrosti hran a detailů. [1]
- Kroucení – je to artefakt, který se projevuje jako nežádoucí kroucení linii na obrazovce a je často způsoben nízkou kvalitou obrazu nebo malým kompresním poměrem.
- Krvácení barev – je to artefakt, kdy se barvy rozptýlí a překryjí, což může vést k nejasnosti a méně přesnému obrazu.

## Video a zvuk
Kompresní artefakty mohou být také způsobeny kompresí zvukových a video souborů. U videa jsou hlavními typy artefaktů blokování, banding a pixelace. Blokování se vyskytuje, když jsou skupiny pixelů redukovány na bloky a v důsledku toho se snižuje detail obrazu. Banding se projevuje jako přechod mezi barvami a pixelace způsobuje, že jsou pixely komprimovány do vzorů. 
Ve zvukových souborech může komprese vést ke ztrátě dynamického rozsahu a snížení kvality zvuku. Hlavními typy artefaktů jsou šum, kliknutí a trhání.
Aby se předešlo artefaktům komprese, je důležité zvolit vhodnou techniku a úroveň komprese. Bezchybné kompresní techniky jsou vhodné pro aplikace, kde musí být zachována původní kvalita dat, například v medicínském obrazování a archivaci. Ztrátové komprese jsou vhodné pro aplikace, kde lze tolerovat určitou ztrátu kvality, jako je streamování videa a zvuku.